# 2017 en Algérie
Chronologie de l’Algérie
- 2013
- 2014
- 2015
- 2016
- 2017
- 2018
- 2019
- 2020
- 2021

Cet article présente les faits marquants de l'année 2017 en Algérie ou relatifs à l'Algérie; datation selon le calendrier grégorien.

## Événements
- 2 janvier :  une hausse des taxes entraîne des affrontements entre la police et des jeunes à Bejaïa[1].
- 18 janvier : en Suisse, les poursuites pour crimes de guerre durant la guerre civile algérienne des années 1990 contre le général algérien Khaled Nezzar sont abandonnées[1].
- 20 mars : Abdelmoumen Ould Kaddour est nommé à la tête du groupe public d’hydrocarbures Sonatrach[1].
- 4 mai : élections législatives en Algérie.
- 15 août : Gouvernement Ouyahia X
- 23 novembre : élections locales algériennes; sixièmes élections municipales et départementales pluralistes de l'Histoire algérienne. Les élections voient arriver en tête le Front de libération nationale, qui remporte notamment la capitale, Alger.
- 6 décembre : Emmanuel Macron, président de la République française est en visite en Algérie[1].

## Sports
- Algérie aux Jeux mondiaux de 2017

### Athlétisme
- Championnats d'Afrique juniors d'athlétisme 2017

### Basket-ball
- Championnat d'Algérie de basket-ball 2016-2017
- Championnat d'Algérie de basket-ball 2017-2018
- Championnat d'Algérie de basket-ball de deuxième division 2016-2017
- Championnat d'Algérie féminin de basket-ball 2016-2017
- Coupe d'Algérie de basket-ball 2016-2017
- Coupe d'Algérie de basket-ball 2017-2018
- Coupe d'Algérie féminine de basket-ball 2016-2017

### Football
- Équipe d'Algérie de football en 2017
- Supercoupe d'Algérie de football 2017
- Championnat d'Algérie de football 2016-2017
- Championnat d'Algérie de football 2017-2018
- Championnat d'Algérie féminin de football 2016-2017
- Championnat d'Algérie de football de deuxième division 2016-2017
- Championnat d'Algérie de football de deuxième division 2017-2018
- Championnat d'Algérie de football de troisième division 2016-2017
- Championnat d'Algérie de football de troisième division 2017-2018
- Coupe d'Algérie de football 2016-2017
- Coupe d'Algérie de football 2017-2018
- Saison 2016-2017 de l'USM Alger
- Saison 2017-2018 de l'USM Alger
- Saison 2016-2017 du MC Alger
- Saison 2017-2018 du MC Alger
- Saison 2017-2018 de l'USM Blida
- Saison 2016-2017 de la Jeunesse sportive de Kabylie
- Saison 2017-2018 de la Jeunesse sportive de Kabylie
- Saison 2016-2017 du MC Oran
- Saison 2017-2018 du MC Oran

### Handball
- Championnat du monde junior masculin de handball 2017
- Coupe d'Algérie masculine de handball 2016-2017
- Coupe d'Algérie masculine de handball 2017-2018
- Championnat d'Algérie féminin de handball 2016-2017
- Coupe d'Algérie féminine de handball 2016-2017

### Rugby
- Tri-nations maghrébin 2017

### Volley-ball
- Équipe d'Algérie féminine de volley-ball en 2017

## Culture

### Cinéma
- À mon âge je me cache encore pour fumer, film franco-gréco-algérien réalisé par Rayhana Obermeyer[2], sorti en 2017.
- El Achiq, film algérien sorti en 2017[3]. Réalisé par Amar Sifodil, ce film participe au Festival international du film arabe d'Oran[4].
- Le Bastion 18 : au-delà de la souffrance physique, documentaire historique[5] algérien de 35 minutes, réalisé et écrit par le journaliste Zoheir Bendimerad en 2017 et diffusé sur Canal Algérie. Le documentaire aborde les DOP français, centres de torture implantés en Algérie durant la guerre.
- En attendant les hirondelles, film franco-germano-algérien réalisé par Karim Moussaoui, sorti en 2017.
- Fragments de rêves, documentaire algérien de la réalisatrice Bahïa Bencheikh-El-Fegoun, sorti en 2017. Il est lauréat du Prix du meilleur documentaire 2018 au Al Ard Film Festival (en) à Cagliari en Italie. En Algérie, Fragments de rêves n'a pas reçu, du ministère de la Culture et des Arts, l'autorisation d’être projeté.
- Jusqu'à la fin des temps (إلى آخر الزمان, Ila akher ezaman), comédie dramatique romantique algérienne écrite et réalisée par Yasmine Chouikh et produite par MakingOf production.

## Naissances en 2017
- Naissance en Algérie en 2017

## Décès en 2017
- Décès en Algérie en 2017